# Georg Christoph Wagenseil
Georg Christoph Wagenseil (Wenen, 29 januari 1715 - aldaar, 1 maart 1777) was een Oostenrijks componist.

## Biografie
Wagenseil werd geboren in Wenen als zoon van een Augsburgs koopmansgeslacht. Hij was een favoriete leerling van de Weense hofkapelmeester Johann Joseph Fux. Wagenseil zelf componeerde voor het keizerlijke hof vanaf 1739 (hof van Maria Theresia) tot aan zijn dood. Hij had ook een aanstelling als klavecinist en organist. Tot zijn leerlingen behoorden Johann Baptist Schenk (die op zijn beurt weer leraar zou worden van Ludwig van Beethoven), Joseph Anton Steffan en hij gaf pianoles aan Marie Antoinette van Oostenrijk. Hij reisde weinig en bracht het grootste deel van zijn leven door in Wenen waar hij ook stierf. Wagenseils muziek is nu goeddeels van het repertoire verdwenen, maar in zijn tijd was hij een bekend muzikaal figuur; van zowel Joseph Haydn als Wolfgang Amadeus Mozart is het bekend dat ze zijn werken kenden. Beroemd is het voorval dat de jonge Mozart aan het keizerlijke hof een van Wagenseils stukken voorspeelt en hem vraagt de bladzijden om te slaan.
Georg Christoph is slechts een zeer verre verwant van Johann Christoph Wagenseil en Christian Jacob Wagenseil. In 1912 werd de Wagenseilgasse in Wenen-Meidling naar hem vernoemd.

## Composities
Zijn vroegste werken behoren stilistisch tot de barok, terwijl zijn latere werk in de lichtere galant-stijl zijn geschreven. Hij componeerde een aantal opera's, koormuziek, symfonieën, soloconcerten, kamermuziek en stukken voor klavierinstrumenten. Hij behoorde samen met Matthias Georg Monn en Karl Ditters von Dittersdorf tot de vroege Weense school. In zijn meer dan honderd symfonieën toont hij zich verwant met de vroege Haydn en de Mannheimer Schule.

## Oeuvre (selectie)

### Opera's
- La generosità trionfante (1745)
- Ariodante (1745 )
- La clemenza di Tito (1745)
- Demetrio (1746)
- Alexander der Grosse in Indien (1748)
- Il Siroe (1748)
- L'olimpiade (1749)
- Andromeda (1750)
- Antigono (1750)
- Euridice (1750)
- Armida placata (1750)
- Vincislao (1750)
- Le cacciatrici amanti (1755)
- Prometeo assoluto (1762)
- Catone (?)
- Merope (1766)

### Overig (selectie)[3]
- Concert voor klavecimbel en strijkers (zonder altviolen) in D majeur
- Concert voor trombone en orkest in Es majeur
- Concert voor cello, strijkers en continuo in A majeur
- Concert voor cello en orkest in C majeur
- Sinfonia in g mineur
- meer dan honderd symfonieën